# إيريك رون
 جوزيف رود (بالإنجليزية: Erick Rowan)‏ هو مصارع محترف أمريكي، يعمل في دبليو دبليو إي تحت اسم إيريك رون و كان عضو سابق في عائلة وايت مع كل من براي وايت ولوك هاربر , و لكن بعد تفرق الفريق أصبح عدوا للوك هاربر وبيج شو.

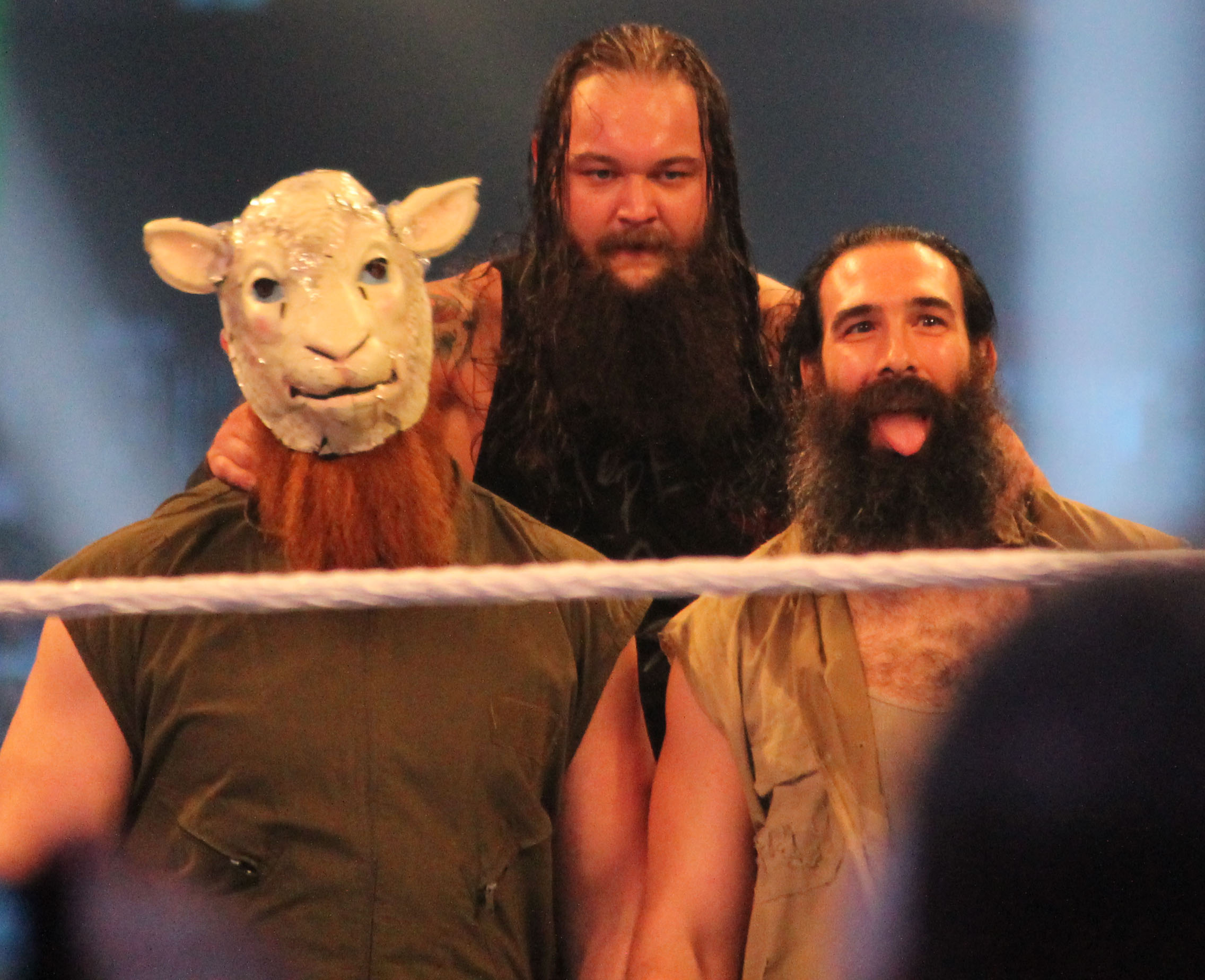
إيريك رون في اليسار

## وصلات خارجية
- إيريك رون على موقع IMDb (الإنجليزية)
- إيريك رون على موقع قاعدة بيانات الفيلم (الإنجليزية)
- إيريك رون على موقع دبليو دبليو إي (الإنجليزية)
- إيريك رون على موقع WrestlingData.com (الإنجليزية)
- إيريك رون على موقع CageMatch worker (الإنجليزية)
- إيريك رون على موقع قاعدة بيانات المصارعة على الإنترنت (الإنجليزية)
- إيريك رون على موقع عالم المصارعة على الإنترنت (الإنجليزية)

- الملف الشخصي في المصارعة